# Laborkühler

Produktkühler [Liebigkühler (5) „absteigend“] zur Kondensation und Abtrennung des Destillates in einer Destillationsapparatur. Das Kühlwasser tritt an der Position (6) in den Kühler ein und bei (7) aus.

Laborkühler sind zur Kondensation von Gasen und Dämpfen verwendete Geräte in einem chemischen Laboratorium. Je nach Verwendungszweck und Arbeitstemperatur werden verschiedene Kühlertypen eingesetzt. Die Kühlwirkung beruht auf Wärmeübertragungsprozessen an den Kühlflächen der Kühler. Ein wichtiges Kriterium für die Kühlwirkung ist dabei, neben der Kühlmitteltemperatur, die Größe der Kühlfläche, da die übertragbare Wärmemenge proportional zur Fläche des Kühlers ist. Die Kühlfläche ist ein wichtiges konstruktives Merkmal eines Kühlers. Große Kühlflächen werden durch spezielle Formen wie beispielsweise Kühlspiralen erreicht.
Von der Anwendungsseite her unterscheidet man zwischen Produktkühlern und Rückflusskühlern. Bei ersteren wird das bei der Destillation anfallende Kondensat als Produkt abgeleitet. Rückflusskühler sind dagegen zur Kondensation und Rückführung der Dämpfe in den Destillationskolben bestimmt.
Produktkühler, wie beispielsweise Liebigkühler oder Schlangenkühler, werden „absteigend“ zur Abtrennung des Destillates eingesetzt, das in der Vorlagegefäß gesammelt wird, gegebenenfalls unter Verwendung einer Spinne oder eines Vorstoßes nach Anschütz-Thiele.
Rückflusskühler werden stets in senkrechter Anordnung eingesetzt. Bei diesem Aufbau fließt das Kondensat zurück in den Kolben, aus dem es aufgrund von externer Wärmezufuhr oder durch frei werdende Reaktionswärme aufsteigt.

## Kühlmedien
In den meisten Fällen wird strömendes Wasser als Kühlmittel verwendet. Bei sehr leicht flüchtigen Kondensaten, wie beispielsweise Acetaldehyd, kann das Kühlwasser über einen Kühlthermostaten auf niedrigere Temperaturen abgekühlt und im Kreislauf geführt werden.
Für hoch siedende Medien mit Siedepunkten oberhalb von 120 °C genügt in vielen Fällen stehendes Wasser. Bei Temperaturen oberhalb von 160 °C genügt oft die Umgebungsluft als Kühlmedium.
Die Kühlmedien werden nach dem Gegenstromprinzip in den Kühler eingeleitet.

## Kühlertypen

### Allihn- oder Kugelkühler
Das Rohr des Allihnkühlers ist weiter als beim Liebigkühler und in Abständen kugelförmig eingeschnürt. Daraus resultiert eine deutlich größere Kühlfläche und stärkere Verwirbelung des Dampfs. Dieser ebenfalls noch preisgünstige Kühlertyp wird fast ausschließlich als Rückflusskühler verwendet. Er ist benannt nach dem deutschen Glasbläser Felix Richard Allihn (* etwa 1854, † 1915).

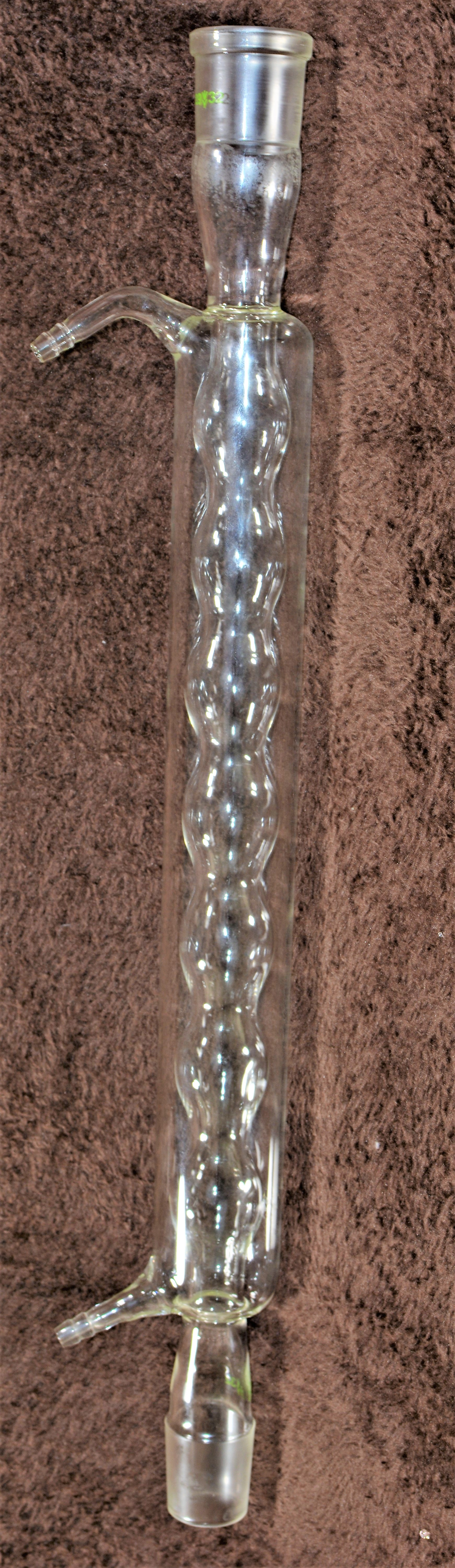

### Dimrothkühler
Der Dimrothkühler besteht aus einer Kühlspirale, die sich innerhalb eines Rohres befindet. Dieser Kühlertyp hat eine große Kühlfläche und wird hauptsächlich als Rückflusskühler verwendet, kann aber auch als Produktkühler eingesetzt werden. Er ist benannt nach Otto Dimroth.

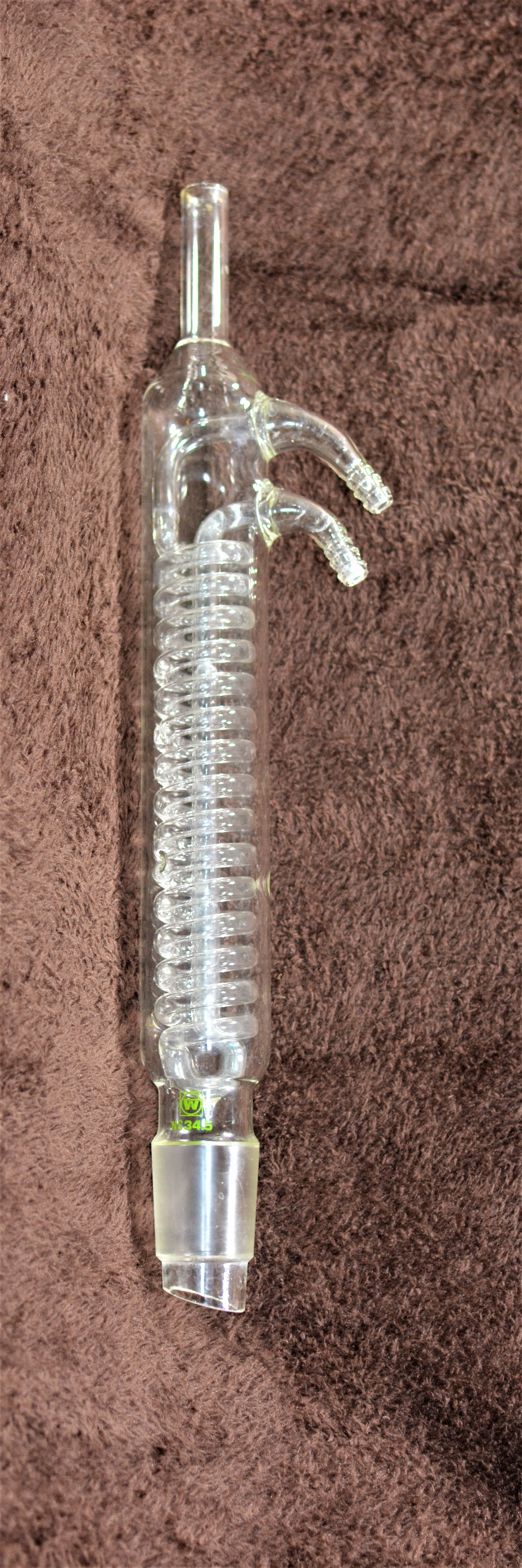

### Liebigkühler
Der Liebigkühler (benannt nach Justus von Liebig) besteht aus einem geraden Glasrohr mit Wassermantel. Er wird im Wesentlichen als Produktkühler in Destillationen, die auch unter Hochvakuum erfolgen können, eingesetzt. Dank seines einfachen Aufbaus ist der Liebigkühler preiswert, robust und einfach zu reinigen. Bedingt durch die kleine Kühlfläche ist die Kühlwirkung allerdings relativ gering, weshalb er sich weniger gut als Rückflusskühler eignet.

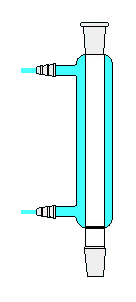
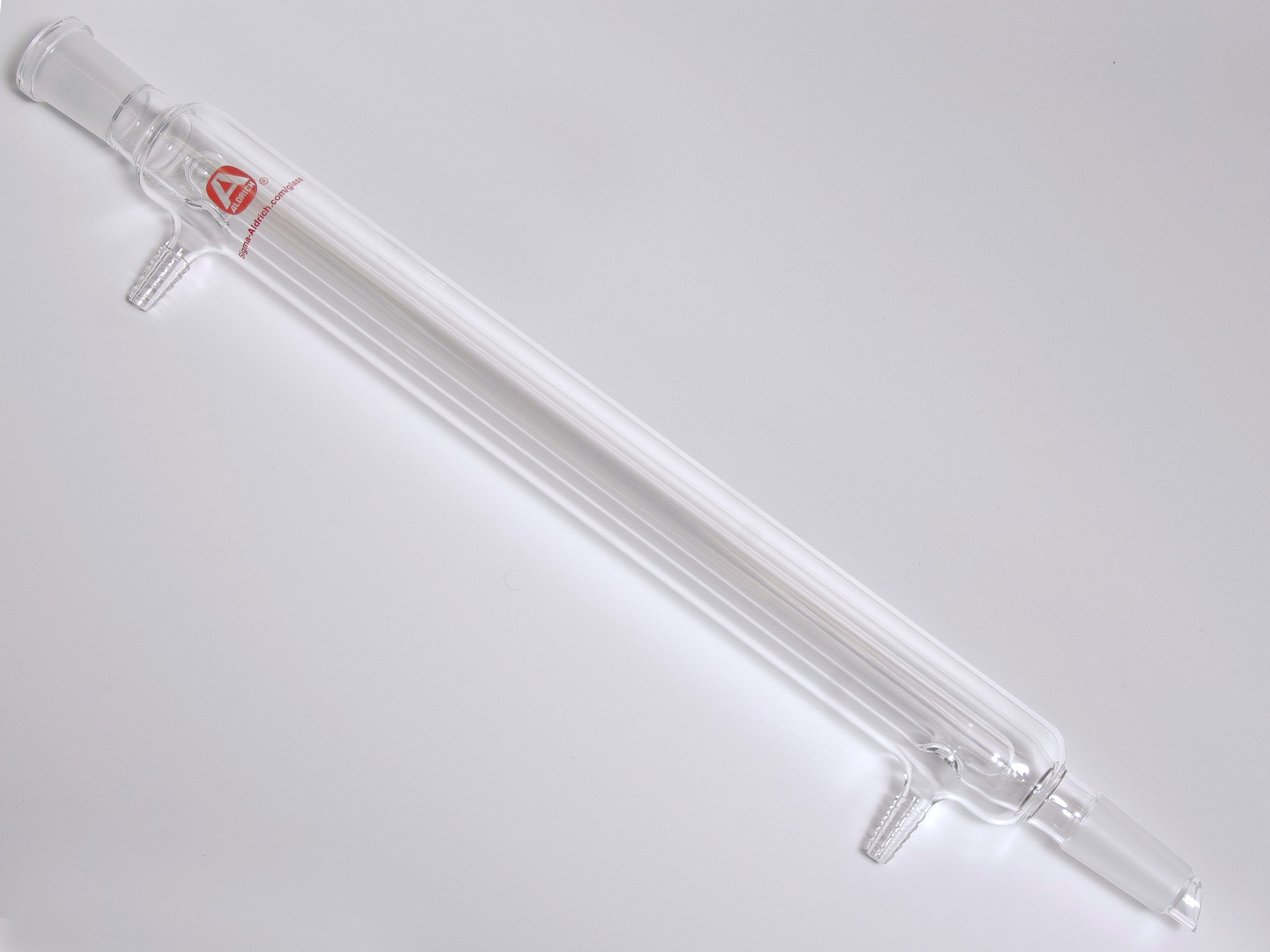

### Intensivkühler
Ein Intensivkühler ist eine Kombination aus Liebigkühler (äußerer Kühlmantel) und Dimrothkühler (Kühlspirale im Inneren). Dieser Kühlertyp hat die größte Kühlfläche. Er ist deshalb besonders geeignet für Arbeiten mit niedrig siedenden Medien wie Diethylether.

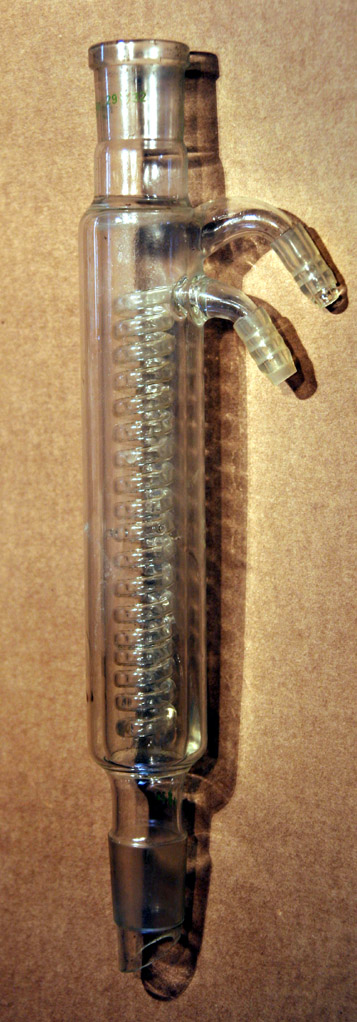

### Schraubenkühler nach Friedrichs
Der Friedrichskühler, ein ähnlich wie ein Kühlfinger aufgebauter Kühler, wurde von Fritz Walter Paul Friedrichs erfunden, welcher 1912 ein Konzept des Kühlers veröffentlichte. Er besteht aus einer spiralförmigen Glasröhre, die um einen großen inneren zylindrischen Körper angeordnet ist. Das Kühlmedium tritt durch den Kühlfinger des inneren Zylinders ein; aufsteigende Dämpfe müssen an der kälteren Spirale entlang nach oben entweichen. Der Kühler hat ebenfalls eine sehr große Kühlfläche, daher ist er ebenfalls für die Destillation von niedrig siedenden Verbindungen wie Diethylether geeignet.

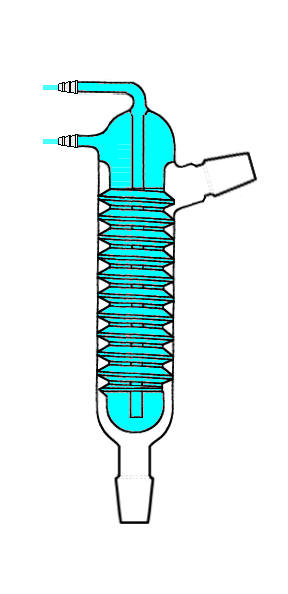
Kühler nach Friedrichs
Kühlfinger

### Luftkühler
Ein Luftkühler besteht aus einem einwandigen Rohr, in dem die Dämpfe durch das Kühlmedium Umgebungsluft zur Kondensation gebracht werden. Luftkühler lassen sich als Rückflusskühler und Produktkühler für hoch siedende Medien einsetzen (Siedepunkt größer 150 °C). Eine Form des Luftkühlers ist die Vigreux-Kolonne ohne Mantel.

### Schlangenkühler
Im Schlangenkühler windet sich das Steigrohr in Spiralform durch den vom Kühlmittel durchflossenen Mantel. Bauartbedingt muss der Kühler stets senkrecht betrieben werden. Durch die lange Verweildauer des Kondensates in der Kühlspirale wird es auf nahezu Kühlmitteltemperatur abgekühlt. Schlangenkühler werden deshalb häufig anderen Kühlertypen mit besserer Kondensationsleistung (Allihnkühler oder Dimrothkühler) nachgeschaltet, um das Destillat abzukühlen und nicht als eigenständiger Rückflusskühler verwendet.

Graham- oder Schlangenkühler
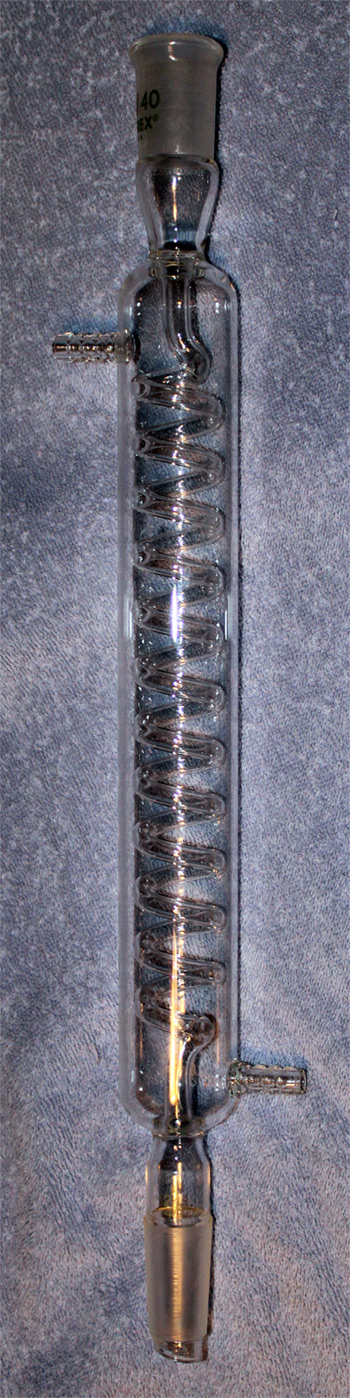

## Kondensation kleinster Substanzmengen
Zur Kondensation kleinster Substanzmengen wird der Kühlfinger oder auch Einhängekühler verwendet. Mit diesem Kühlertypen können auch Sublimationen durchgeführt werden. Dabei kondensiert das zu isolierende Produkt meist kristallin an der Kühlerfläche.

## Kühlermaterialien
Laborkühler werden fast ausschließlich aus Laborglas, zum Beispiel Borosilikatglas hergestellt. In speziellen Fällen, beispielsweise bei der Destillation von Flusssäure-haltigen Lösungen, oder in der Spurenanalytik kommen auch Kühler aus PTFE zum Einsatz.
Zur Kühlung von größeren Stoffmengen werden in der chemischen Technologie spezielle Wärmetauscher, wie zum Beispiel Rohrbündelwärmeübertrager oder Plattenwärmeübertrager aus den verschiedensten Materialien (Edelstahl, Polyetheretherketon, Graphit, Hastelloy, Tantal, u. v. a. m.) benutzt.